# サーモン (SSR-573)
|          |                                                 |
| 艦歴     |                                                 |
| 発注     | 1952年2月27日                                   |
| 起工     | 1954年3月10日                                   |
| 進水     | 1956年2月25日                                   |
| 就役     | 1956年8月25日                                   |
| 退役     | 1977年10月1日                                   |
| その後   | 1993年6月5日に標的艦として海没処分              |
| 除籍     | 1977年10月1日                                   |
| 性能諸元 |                                                 |
| 排水量   | 水上 2,030トン、水中 2,530トン                  |
| 全長     | 106.6 m (350 ft)                                |
| 全幅     | 30 ft (9.1 m) 全幅 25 ft (7.6 m) 水線幅         |
| 吃水     | 18 ft (5.4 m)                                   |
| 機関     |                                                 |
| 最大速   | 水上20.5ノット (38 km/h) 水中15ノット (28 km/h) |
| 乗員     | 士官12名、兵員73名                              |
| 兵装     | 21インチ魚雷発射管6門                           |

サーモン (USS Salmon, SSR/SS/AGSS-573) は、アメリカ海軍の潜水艦。セイルフィッシュ級潜水艦の2番艦。艦名はサケに因んで命名された。その名を持つ艦としてはサーモン級潜水艦1番艦(SS-182)以来3隻目。

## 艦歴
サーモンは1954年3月10日にメイン州キタリーのポーツマス海軍造船所で起工した。1956年2月25日にボンティアー夫人（シーウルフ (USS Sea Wolf, SS-197) 艦長アルバート・M・ボンティアー中佐の未亡人）によって命名、進水し、1956年8月26日に艦長ロバート・R・ヘール少佐の指揮下就役した。
アメリカ海軍において最大で最も強力な通常動力潜水艦の1隻であるサーモンは、1957年2月19日から5月10日までロードアイランド州ニューポートからキューバのグアンタナモ湾までの範囲で整調巡航を行った。5月末にポーツマスを出航し西海岸へ向かい、7月3日にパナマ運河を通過、ペルーのカヤオを訪問した後7月25日にカリフォルニア州サンディエゴに到着した。
南カリフォルニアの海域で第33潜水艦隊の1隻として沿岸での活動を行い、9月23日に最初の西太平洋配備に赴く。真珠湾とミッドウェー島を経由して、10月19日に日本の南方で第7艦隊に合流した。その年の残りは艦隊訓練演習と特別任務に従事し、横須賀、香港、マニラ、スービック湾、台湾の高雄を訪問した。1958年3月31日に横須賀を出航し、4月19日にサンディエゴに帰還した。
沿岸での活動を再開したサーモンは、年末までサンディエゴ海域に留まった。1959年1月6日から5月30日までメア・アイランド海軍造船所でオーバーホールおよび限定的な改修が行われた。この改修で上部構造から大きなレドームが取り外され、ミサイル誘導機器の増設および長距離ソナーが装備された。改修後サーモンは2度目の西太平洋配備の準備に入った。
サーモンは7月17日にサンディエゴを出航し、真珠湾で乗組員はミサイル誘導訓練を行った後日本へ進み、8月21日に第7艦隊に合流した。サーモンは各国海軍との演習を行い、他の第7艦隊の水上艦および潜水艦部隊に対して訓練の支援を行い、様々な港への訪問を行った。サーモンは1960年2月14日にサンディエゴに帰還した。
1960年から61年にかけてサーモンはサンディエゴを拠点として活動し、サンフランシスコ、オレゴン州アストリア、ワシントン州タコマ、ポートアンジェルス、ブリティッシュコロンビア州エスクワイモルトを訪問した。1961年3月1日、サーモンは攻撃潜水艦に艦種変更され、SS-573 の船体番号が与えられた。11月1日に第52潜水艦隊に配属される。
1962年6月1日、サーモンはサンディエゴを出航し、3回目の西太平洋配備に就く。6月13日から16日までタヒチのパペーテを訪問し、続いて第7艦隊での任務のため横須賀に向かった。対潜部隊と共に艦隊演習を行い、しばしば独立した水上艦部隊と共に自由模擬戦を行った。この配備の間、函館、佐世保、那覇、香港を訪問している。サーモンは12月20日にサンディエゴに帰還し、第1潜水戦隊の旗艦となる。加えて過去5年間連続して戦闘効率において優秀性を示したことにより、ゴールド「E」を受章、部隊における最優秀艦と評価された。サーモンはゴールド「E」を受章した初の潜水艦であった。1964年6月3日、サンフランシスコ海軍造船所に入渠し FRAM II 改修が始められる。作業完了後1965年4月19日に出航し、ワシントン州ピュージェット・サウンドに移動、評価および聴音試験を行う。5月4日にサンディエゴに帰還し、沿岸での活動を再開した。
サーモンは8月23日に4回目の西太平洋配備に就いた。9月14日に第7艦隊の第7潜水艦隊に加わり、日本および太平洋南西部での作戦活動に従事、1966年4月20日にサンディエゴに帰還した。5回目の西太平洋配備は1967年3月20日から10月4日にかけて行われた。この配備では第7艦隊の部隊に対してベトナム沖で支援を行い、東南アジアの共産勢力に対して攻撃を行った。9月には原子力弾道ミサイル潜水艦ユリシーズ・S・グラント (USS Ulysses S. Grant, SSBN-631) およびカメハメハ (USS Kamehameha, SSBN-642) と太平洋でランデブーした。
1968年の春、サーモンはサンフランシスコでオーバーホールに入り、深海救難艇プログラムの支援で深海での潜水艦救助および浮揚機材の評価のための改修が行われた。6月1日に補助研究潜水艦に艦種変更され、実験用小型潜水艦の母艦として AGSS-573 の船体番号が与えられる。しかしながら計画の遅れによりサーモンはピュージェット・サウンドでの公試後サンディエゴに帰還し沿岸での活動に従事した。その後10月25日に出航し6回目の西太平洋配備に就いた。
11月に、サーモンは横須賀と香港を訪問した。12月4日から12月19日までベトナム沖合で特別任務に従事し、12月26日から1969年1月10日までフィリピン沖のサングリー・ポイントでSEATOの演習に参加した。横須賀に帰還後佐世保に移動、特別任務に従事し4月5日に帰国の途に就いた。
4月25日にサンディエゴに到着すると、その年の残りは沿岸での活動に従事した。6月30日に以前の船体番号 SS-573 が与えられた。1970年1月3日、サーモンは7回目の西太平洋配備のためサンディエゴを出航した。2月にハーダー (USS Harder, SS-568) および姉妹艦のセイルフィッシュ (USS Sailfish, SS-572) と共にフィリピンで定時の訓練を行う。その後沖縄の中城湾、タイのバンコク、佐世保、横須賀、神戸、香港を訪問した。サーモンは6月27日にサンディエゴへ帰還し、沿岸での活動を再開した。その後1970年の残りと1971年を通して沿岸での活動に従事した。
サーモンは1972年2月17日に出航、8回目の西太平洋配備に就いた。4月に東京湾入り口から30海里（56km）の海域で沈没した日本の貨物船第二 Koei 丸の乗組員を救助した。7月にはオーストラリア海軍および空軍部隊と共に対潜水艦戦演習を行う。8月13日にパゴパゴを出航し、26日にサンディエゴに帰還した。
その後サーモンは1973年5月半ばまで西海岸に留まる。6月16日、西に向けて出航し9回目の極東配備に就く。真珠湾に到着すると、第3および第4エンジンの不調により配備は取り消された。8月10日にサンディエゴに向けて出航し、オーバーホールの準備に入る。サーモンは11月17日にメア・アイランド海軍造船所に入渠し、9日後にオーバーホールが始められた。
サーモンは1977年10月1日に退役し、同日除籍された。1992年、サーモンは浅海ソナー標的に転換され、ロングアイランド南方のハドソン渓谷近くに沈められた。